# 罗斯科礼拜堂
罗斯科礼拜堂（Rothko Chapel）是一座不隶属任何教派的礼拜堂，位于美国休斯敦市中心西南2英里的郊区，曼尼尔收藏馆（Menil Collection）与圣多默大学校园的圣巴西略小堂之间。罗斯科礼拜堂由约翰·曼尼尔和杜米尼克·曼尼尔夫妇建造。它不仅是一座礼拜堂，而且是现代艺术的重要作品。在礼拜堂的墙上，是马克·罗斯科的十四幅黑色绘画。建筑物的形状为八角形的希腊十字，而礼拜堂的设计，也受到这位艺术家的很大影响。每年约有 5.5万人参观该堂
2000年9月16日，罗斯科礼拜堂列入國家史蹟名錄。

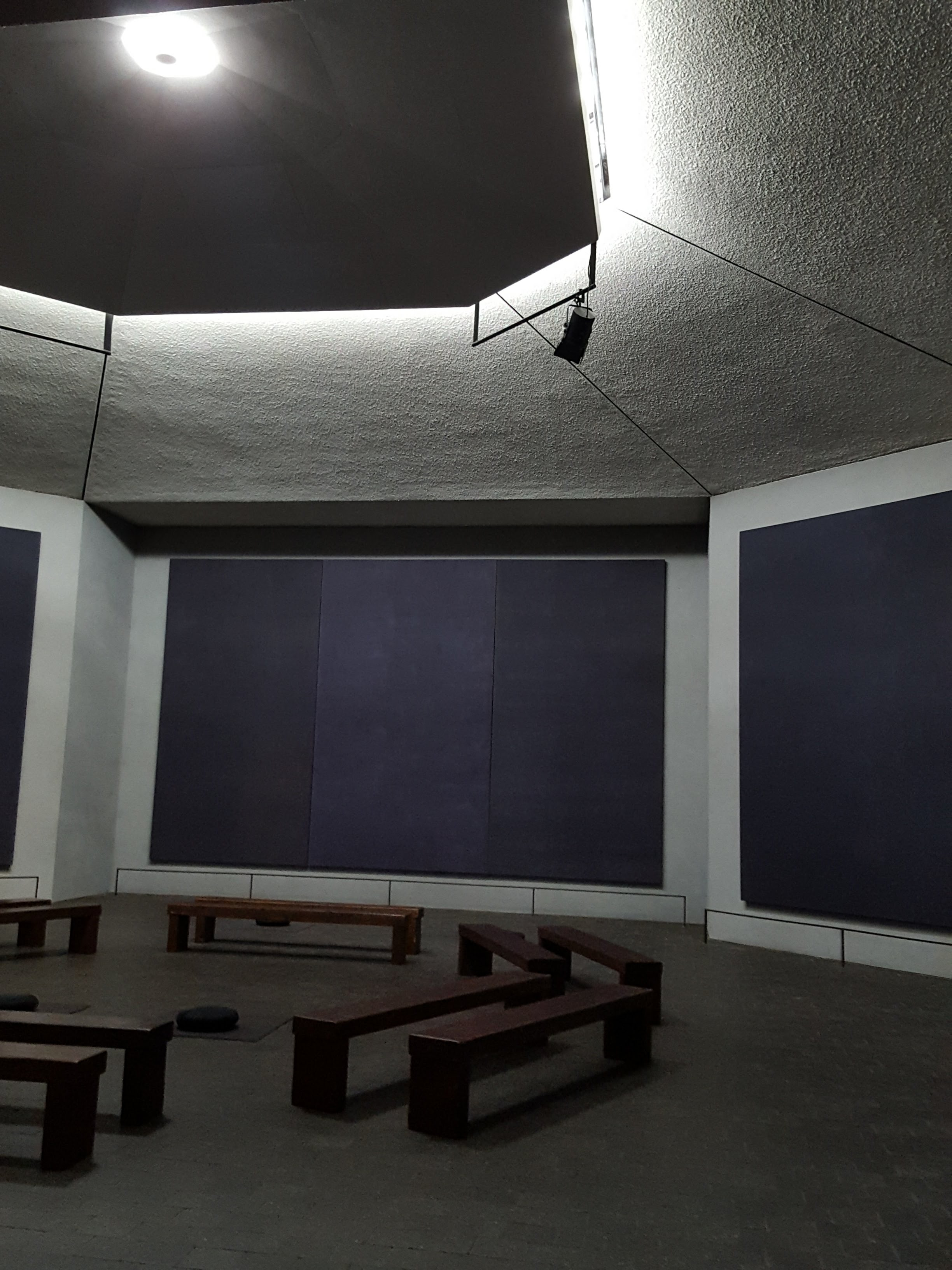
罗斯科礼拜堂内部
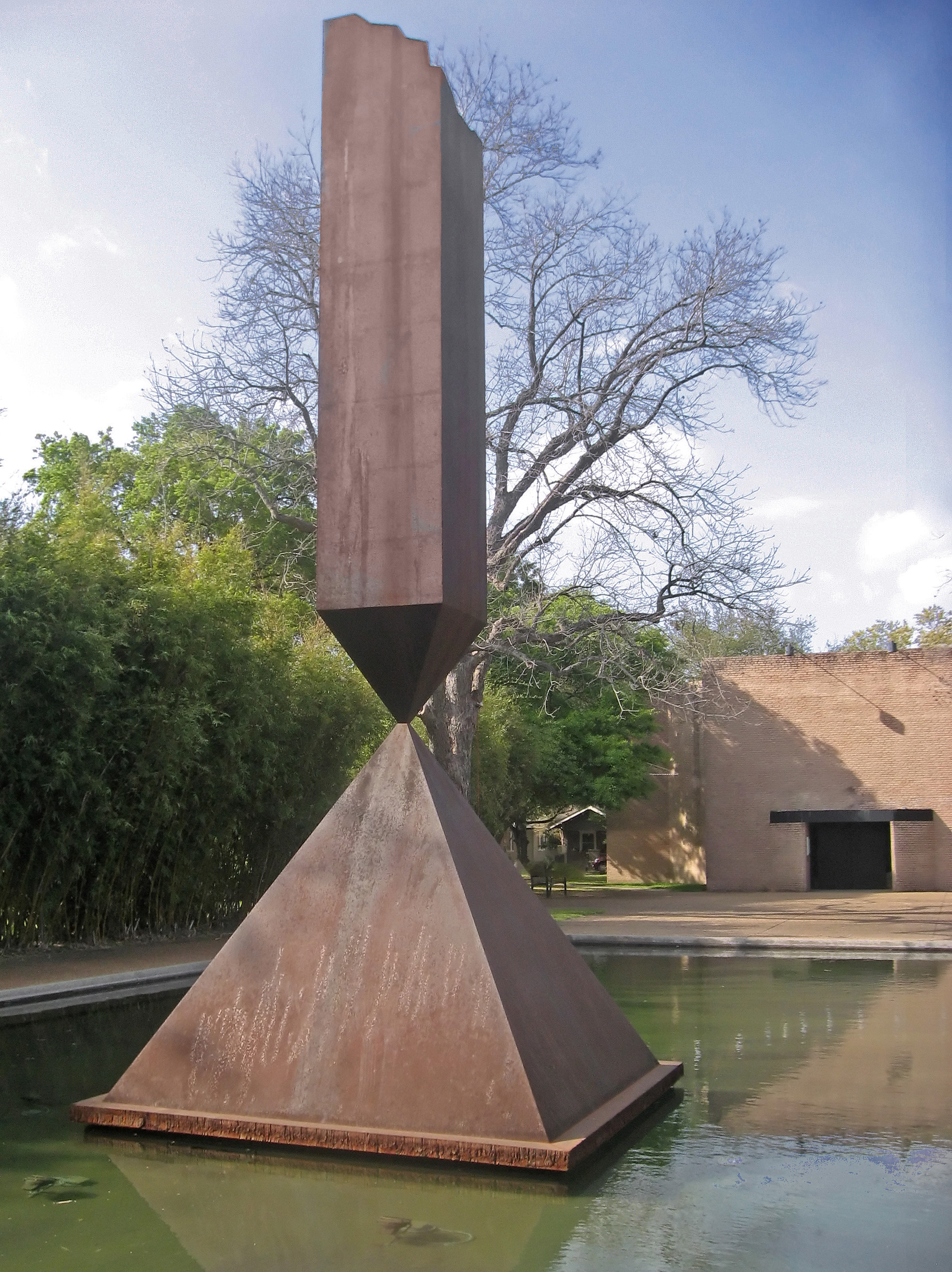
罗斯科礼拜堂前的《残破的方尖碑》